# Pseudotomoderus strangulatus
Pseudotomoderus strangulatus es una especie de coleóptero de la familia Anthicidae.

## Distribución geográfica
Habita en la República Democrática del Congo.